# (17406) 1987 DO
(17406) 1987 DO est un astéroïde de la ceinture principale découvert en 1987.

## Description
(17406) 1987 DO a été découvert le 25 février 1987 à Ojima (Japon) par Tsuneo Niijima et Takeshi Urata.

### Caractéristiques orbitales
L'orbite de cet astéroïde est caractérisée par un demi-grand axe de 2,37 UA, un périhélie de 1,96 UA, une excentricité de 0,17 et une inclinaison de 2,73° par rapport à l'écliptique. Du fait de ces caractéristiques, à savoir un demi-grand axe compris entre 2 et 3,2 UA et un périhélie supérieur à 1,666 UA, il est classé, selon la JPL Small-Body Database, comme objet de la ceinture principale.

### Caractéristiques physiques
(17406) 1987 DO a une magnitude absolue (H) de 14,8 et un albédo estimé à 0,193.